# Lista do Patrimônio Mundial no Togo
A Organização das Nações Unidas para a Educação, a Ciência e a Cultura (UNESCO) propôs um plano de proteção aos bens culturais do mundo, através do Comité sobre a Proteção do Património Mundial Cultural e Natural, aprovado em 1972. Esta é uma lista do Patrimônio Mundial existente no Togo, especificamente classificada pela UNESCO e elaborada de acordo com dez principais critérios cujos pontos são julgados por especialistas na área. O Togo ratificou a convenção em 15 de abril de 1998, tornando seus locais históricos elegíveis para inclusão na lista.
O sítio Koutammakou, País dos Batammariba foi o primeiro sítio do Togo designado Patrimônio Mundial pela UNESCO por ocasião da 28ª Sessão do Comité do Patrimônio Mundial, realizada em Suzhou (China) em 2004. Desde então, o Togo conta apenas este local inscrito na lista do Patrimônio Mundial, sendo este de classificação Cultural. 

## Bens culturais e naturais
O Togo conta atualmente com os seguintes lugares declarados como Patrimônio da Humanidade pela UNESCO:
| | Koutammakou, País dos Batammarib |
| Bem cultural inscrito em 2004. |                                  |
| Localização: Kara |                                  |
| Situada no nordeste do Togo, a região de Koutammakou se estende até a fronteira com o Benim. É o berço dos Batammarib, cujas casas-torres construídas em adobe (takienta) se tornaram um dos símbolos do país. Nesta região, os rituais e crenças da população estão intimamente ligados à natureza. O bem cultural cobre 50.000 hectares e deve sua singularidade não só à takienta – um fiel reflexo da estrutura social – mas também aos seus campos cultivados e florestas e à estreita associação da população com seu território. Muitos dos edifícios da região têm dois pavimentos e os que possuem galpões caracterizam-se pela sua base cilíndrica encimada por uma estrutura hemisférica. Algumas casas têm telhados planos e outras são cobertas com telhados de palha em forma de cone. A população está agrupada em aldeias que dispõem de espaços para a celebração de cerimónias tradicionais, bem como nascentes, rochedos e outros locais especialmente concebidos para ritos de iniciação. (UNESCO/BPI) |                                  |

## Lista Indicativa
Em adição aos sítios inscritos na Lista do Patrimônio Mundial, os Estados-membros podem manter uma lista de sítios que pretendam nomear para a Lista de Patrimônio Mundial, sendo somente aceitas as candidaturas de locais que já constarem desta lista. Desde 2021, o Togo possui 4 locais na sua Lista Indicativa.
| Sítio                    | Imagem | Localização | Ano  | Dados UNESCO        | Descrição |
| ------------------------ | ------ | ----------- | ---- | ------------------- | --- |
| Aglomeração Aného Glidji |        | Zinder      | 2021 | Cultural: (iii)(iv) | Aného-Glidji é uma aglomeração situada na prefeitura de Lacs, Maritime. Como o nome indica, se trata de uma conurbação entre as localidades de Aného e Glidji. |